# Dialecte modenès
S'anomena dialecte modenès a la variant de l'emilià-romanyol que es parla a la província italiana de Mòdena, a la regió de l'Emília-Romanya.
Actualment, es creu que el parlen unes 330.000 persones, encara que des de la Unificació d'Itàlia a finals del segle xix, aquest parlar ha patit una gran influència de l'italià, la llengua oficial i l'única reconeguda a nivell nacional.

## Variants

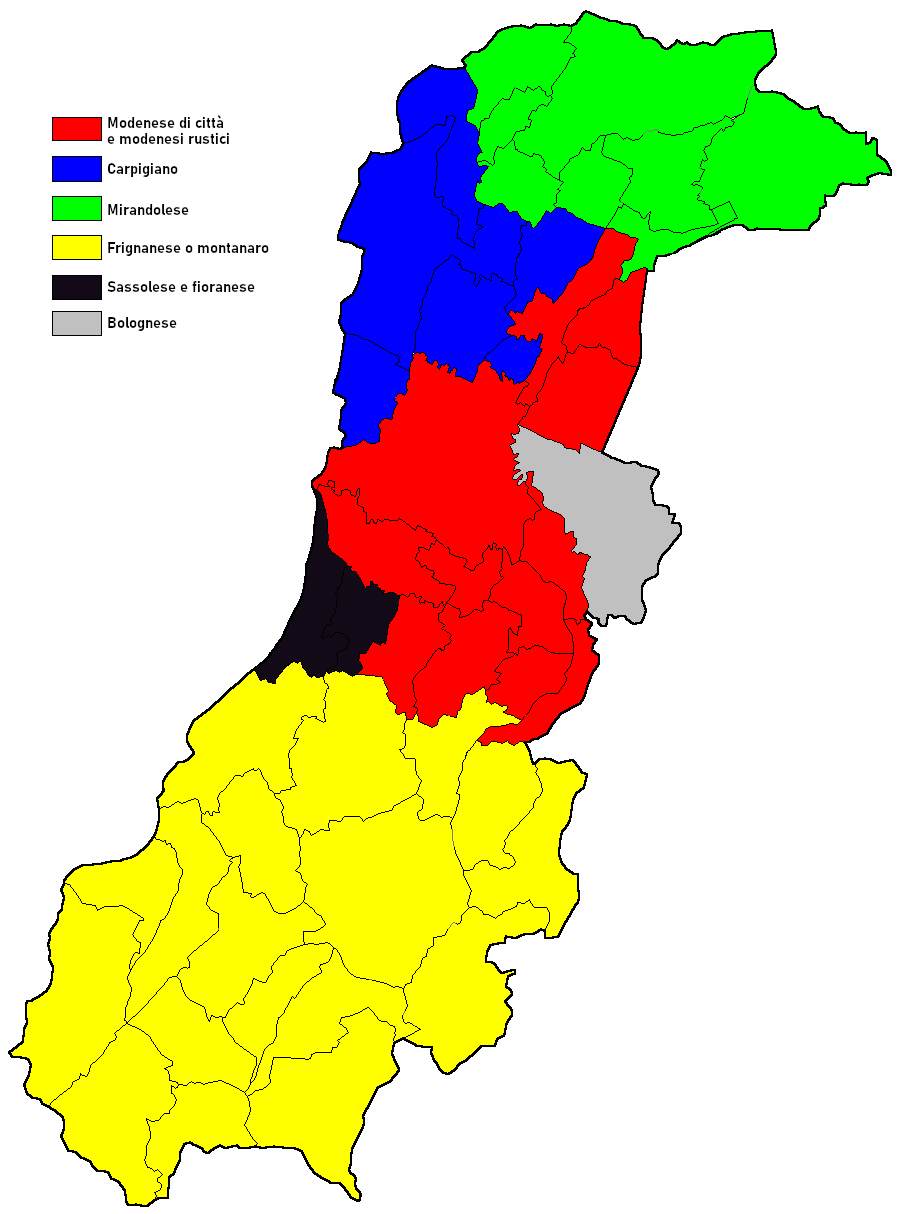
Distribució dels subdialectes del modenès

El modenès es subdivideix en quatre variants:
- El Modenès de ciutat, parlat a la ciutat de Mòdena i als municipis del voltant.
- El Mirandolès, al nord-est de la província.
- El Carpesà, al nord-oest de la província.
- El Frignanès, al sud de la província.

## Exemples de vocabulari
- Admàn (o Dmàn): demà;
- Bicér: got;
- Cà: casa;
- Catêr: trobar;
- Ciòch: soroll;
- Cultêl: ganivet;
- Desfèr: trencar;
- Dôp-meżdè (també Dôp prànż o Bassóra): tarda;
- Dutôr: doctor;
- Gabiàn: gavina;
- Gninta: res;
- Incô: avui;
- Mánd: món;
- Marî: marit;
- Mèdra: mare;
- Mujéra: dona, esposa;
- Pammdòr: tomàquet;
- Pèder: pare;
- Prêda: pedra
- Putèin, putèina: nen, nena;
- Patàca: patata;
- Ragazôl, ragazôla: noi, noia;
- Scràna: cadira;
- Scianchêr: trencar;
- Tèvla: taula;
- Óss: porta;
- Zêl: cel;
- Zitè: ciutat.

Versió modenesa del Pare Nostre

Pèder nòster, t'è la sò in dal Paradìś
a sprèr che tótt it vóien bèin
e che un gióren et pos éser al Pèder
ed tótta la gìnt e ch'i tô fiô i-t rispèten
e it dagh'n a mèint cum la sò tra'l nóvvli,
anch'in st'al mánd tribulê.
Aiùtes a catèr tótt i dè al pan sóvra la tèvla
e da-s 'na màn a èser bòun e a perdunèr
chi s'à fàt di tòrt, acsè ch'et pòs srèr un òc' sóvra i nòster.
Cmè tótt i bòun pèder aiutes a vìnzer i trést deśidéri
e tìn al mèl luntàn dal mánd.
Amen.